# VBL III
Le véhicule blindé léger III (VBL III), ou Light Armoured Vehicle III (LAV III) en anglais, est un modèle de la série des véhicules blindés légers construit par General Dynamics Land Systems, entré en service en 1999. Il est basé sur le véhicule suisse Mowag IIIH Piranha 8×8.
Il a été développé au Canada et est le principal véhicule d'infanterie mécanisée du Canada et de la Nouvelle-Zélande. L'Armée de terre des États-Unis utilise une version légèrement moins armée et blindée, dérivée du VBL III portant le nom de Stryker. Le VBL III et le Stryker ont été également dénommés Land Assault Vehicles ou véhicules d'assaut de l'armée de terre.

## Histoire
En juillet 1991, l'armée canadienne a ressenti le besoin de remplacer sa flotte vieillissante de véhicules de combat d'infanterie datant majoritairement des années 1960 et 1970. Une somme de 2,8 milliards de dollars canadiens a été affectée au Projet de démonstration de technologie des véhicules de combat multirôle (PDT VCMR) sous le gouvernement canadien conservateur. Le mandat du projet VCMR était de fournir une série de véhicules sur la base d'un châssis qui remplacerait le blindé de transport de troupes M113, le véhicule de reconnaissance Lynx, le blindé de transport de personnel Grizzly et le transport de troupes blindé Bison. Le projet a cependant été jugé trop coûteux et annulé en mars 1992.
En 1994, dans le contexte de la victoire du Parti libéral aux élections, l'armée, dont le besoin de disposer d'une nouvelle famille de véhicules était toujours présent, a lancé le projet de Véhicule Blindé Léger (VBL) visant à reprendre les premières études issues du projet MRCV. Au passage, le remplacement des Bisons a été abandonné et la première phase du projet s'est concentrée sur la sélection des véhicules de reconnaissance Coyote à remplacer les Lynx.
Le 16 août 1995, General Motors Diesel Division (rebaptisée GM Defense, et par la suite achetée par General Dynamics Land Systems) de London (Ontario), s'est vu attribuer le contrat pour produire le VBL III, remplaçant du Grizzly et d'une grande partie des M113 encore en service. Ce nouveau véhicule était prévu pour intégrer la tourelle et le système d'arme utilisés par le Coyote, tout comme la version lourde de la famille Mowag Piranha plus tard, ainsi adaptée aux matériels locaux et qui sera construite localement.

### Avenir
En juillet 2009, le ministère canadien de la Défense nationale a annoncé que 5 milliards de dollars seraient dépensés pour améliorer, remplacer et réparer des véhicules blindés de l'armée. Une partie des dépenses serait utilisée pour remplacer et réparer les VBL III endommagés à la suite de l'usure des opérations en Afghanistan. 33 % des véhicules blindés légers de l'armée étaient hors service. En outre, le VBL III sera amélioré avec une meilleure protection et l'utilisation de composants automobiles.
Les Forces armées canadiennes ont perdu plus de 34 véhicules et 359 ont été endommagés au cours de la mission en Afghanistan. L'armée canadienne a perdu 13 VBL et plus de 159 ont été endommagés par des bombes en bordure de route ou sous le feu de l'ennemi. Sur les 5 milliards de dollars annoncés, environ 20 % de ceux-ci seront utilisés pour mettre à niveau les modèles de VBL III. La mise à jour permettra de prolonger la durée de vie des VBL III jusqu'à 2035. Le solde de 4 milliards de dollars sera consacré à « une nouvelle famille de véhicules de combat terrestre ».
Le ministère de la Défense nationale a envisagé alors l'achat de véhicules destinés à accompagner le Leopard 2 et à soutenir le VBL III au combat. Le CV90, le Puma (IFV) et le Véhicule blindé de combat d'infanterie étaient les candidats les plus probables pour cette fonction. Un contrat de 108 véhicules était prévu, avec une option pour un maximum de 30 autres mais cela a été abandonné.
Le 21 octobre 2011, le gouvernement canadien a annoncé l'attribution d'un contrat de 1,1 milliard de dollars à General Dynamics Land Systems pour moderniser 550 véhicules de combat VBL III. Le gouvernement a déclaré que la mise à niveau était nécessaire pour améliorer la protection contre les mines et les engins explosifs improvisés (EEI), qui ont été la cause d'un grand nombre de morts canadiens en Afghanistan. Les améliorations permettront également d'étendre l'utilisation de ces  véhicules jusqu'à l'horizon 2035 et viendront augmenter la mobilité des troupes.
Les améliorations comprennent un nouveau moteur plus puissant, une augmentation du blindage, de nouveaux systèmes de freinage et de direction. Les trappes de la tourelle sur le VBL III vont être élargies ce qui assurerait un meilleur contrôle en cas d'incendie dans le véhicule. Un meilleur système thermique, une mire de jour et basse intensité et un meilleur affichage des données seraient aussi intégrés. Le poids du véhicule passerait de 17 à 25 tonnes. Le premier des 66 véhicules mis à niveau VBL III a été livré le 1er février 2013.
Les Armored Combat Support Vehicles (ACSV) ou Véhicules blindés de soutien au combat (VBSC) développés sur la base du LAV 6.0, appellation canadienne du LAV III, ont été commandés à 360 exemplaires pour remplacer les M113 et les LAV 2 Bison au sein des forces armées canadiennes. Huit versions sont prévues dont : transport de troupes, ambulance, guerre électronique, dépannage, et poste de commandement. Les livraisons de l'ACSV devraient s'étaler de 2021 jusqu'à février 2025.

## Conception

### Mobilité
Le VBL III est propulsé par un moteur diesel Caterpillar 3126 qui développe 350 chevaux et peut atteindre une vitesse de 100 km/h sur route. Il possède un système de roues motrices 8 × 8.
Le véhicule est équipé d'un système central de gestion de la pression des pneus, ce qui lui permet de s'adapter aux différents terrains, y compris hors route. Contrairement aux versions antérieures des VBL, le VBL III ne possède pas de capacité amphibie.

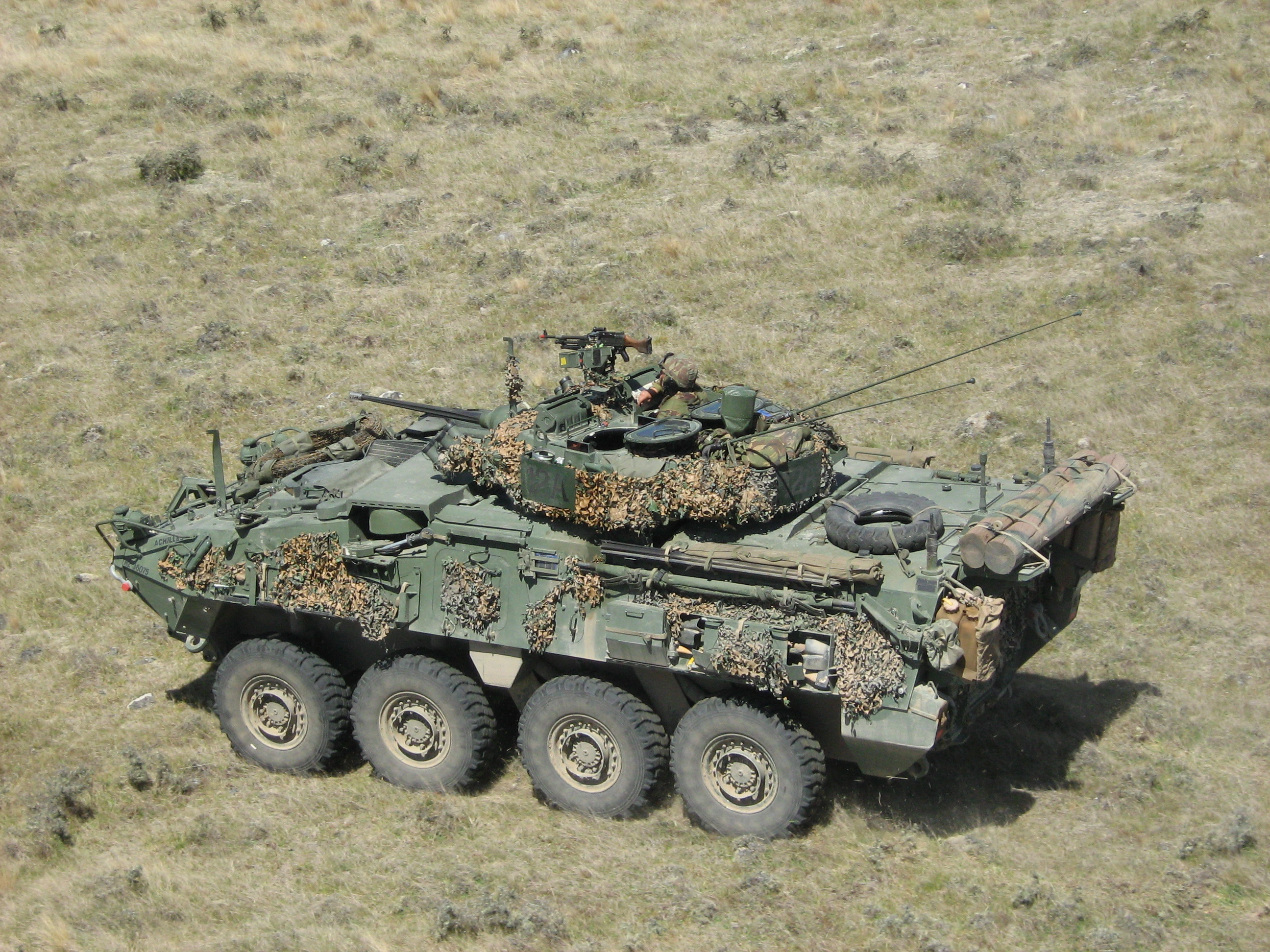
VBL de la Nouvelle-Zélande en 2007.

Le VBL III fait face aux mêmes préoccupations que la plupart des autres véhicules militaires à roues, c'est-à-dire qu'il exerce une pression au sol supérieure à celle exercée par un véhicule chenillé pour une masse comparable, étant donné que les pneus ont une surface de contact au sol moindre par rapport à un système de chenilles. La pression au sol plus élevée implique un risque plus grand d'embourbement ou d'ensablement du véhicule. La traction, la pression au sol et l'amélioration offerte par les véhicules à chenilles leur donnent également un avantage sur les véhicules comme le VBL III quand il s'agit de la gestion des pentes, des tranchées et autres obstacles.
Le VBL III peut quelque peu compenser ces faiblesses en dégonflant légèrement ses pneus, ce qui signifie que la surface en contact avec le sol augmente, donc la pression au sol est diminuée.
Cependant, un véhicule à roues offre plusieurs avantages par rapport aux véhicules à chenilles : moins d'entretien pour les véhicules et l'infrastructure routière, mouvement plus silencieux pour améliorer la furtivité, une plus grande vitesse sur un bon terrain, et une garde au sol plus élevée, pour la protection contre les mines et les engins explosifs improvisés.
La tourelle du VBL III donne au véhicule un centre de gravité plus élevé par rapport à ce qui était initialement prévu. Ceci a conduit à craindre que le véhicule ne soit plus susceptible de se renverser sur un terrain accidenté.
Même s'il y a eu plusieurs rapports enregistrés (environ 12), les accidents les plus fréquents ont eu lieu sur des terrains instables, en particulier des accotements. La répartition de la masse du VBL III est prise en considération lors de la formation des conducteurs, en grande partie pour atténuer ces risques de capotage.

### Protection

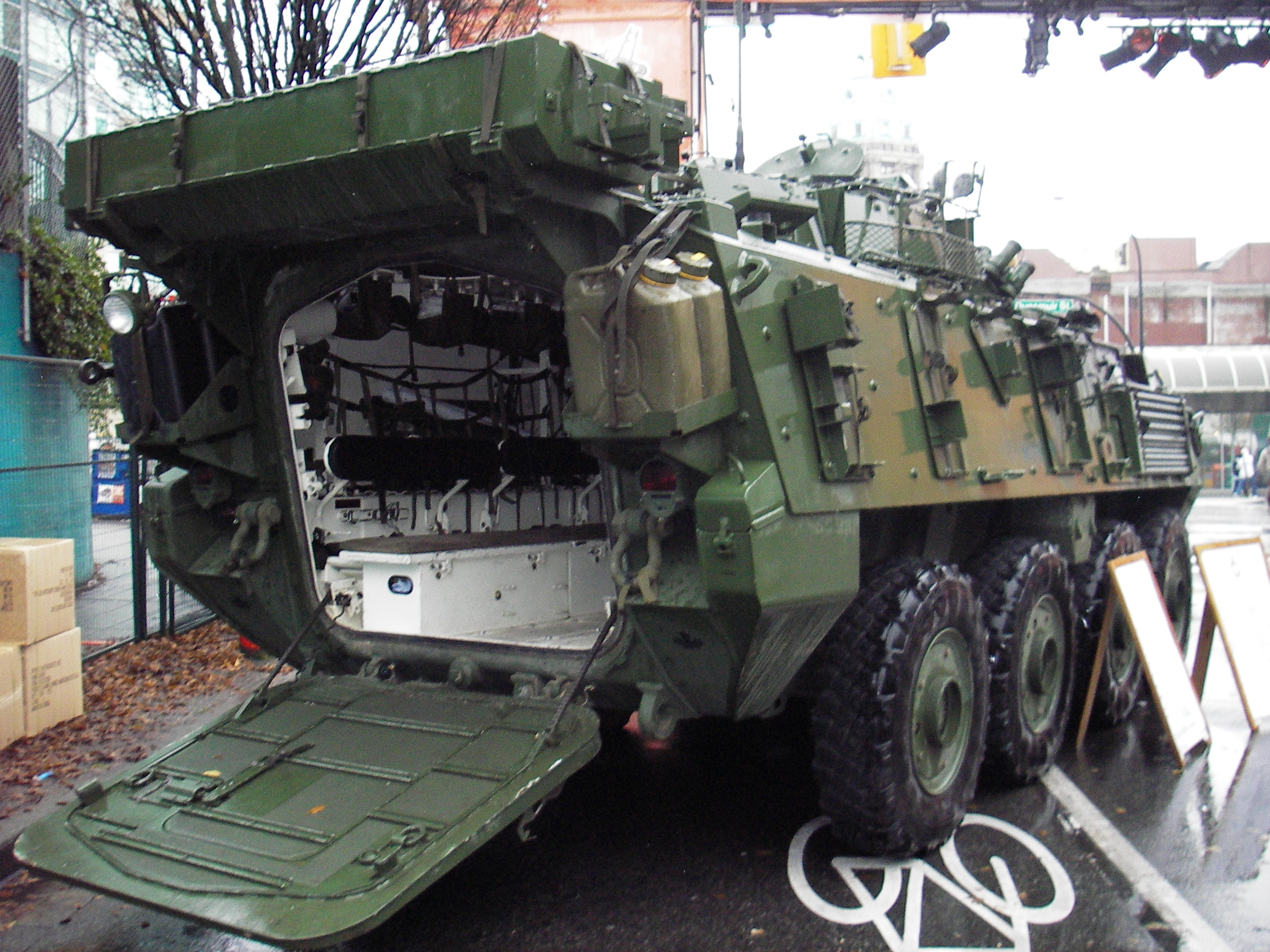
VBL III ouvert (vu de l'arrière).

Le blindage de base du VBL III, en application de l'accord de normalisation STANAG 4569 niveau III, offre une protection tous azimuts contre des munitions de calibre 7,62 × 51 mm OTAN. Un blindage en céramique appliqué (MEXAS) peut être ajouté, protégeant contre des calibres 14,5 × 114 mm à une distance de 500 mètres. En décembre 2008, le gouvernement canadien a conclu un contrat avec EODC Engineering Inc pour 81,5 millions de dollars canadiens, destiné à la fourniture de compléments sur le blindage, de modules et des pièces de rechange pour ses blindés VBL III. Un contrat du gouvernement du Canada contribuera à soutenir le parc de véhicules blindés des Forces canadiennes.
Ce blindage est destiné à fournir une protection accrue contre les engins explosifs de circonstance (EEC) et contre des munitions de calibre 30 mm. Le VBL III peut être également équipé du système de blindage « cage à poule » (« slat armor »), qui offre une meilleure protection contre les charges creuses. Le VBL III est également équipé d'un système de filtration contre les attaques nucléaires, biologiques et chimiques (NBC), ainsi que d'un détecteur chimique GID-3 et d'un détecteur nucléaire AN/2VDR.
Le VBL III a été conçu afin de produire une très faible signature radar et réduire la signatures IR. Le VBL III utilise également des filtres absorbant la chaleur pour fournir une protection temporaire contre imagerie thermique (TIS), système de vision de nuit ou caméras infrarouges (IR). General Dynamics est en train d'intégrer le VBL III avec un système de protection active, mais qui ne sera peut-être pas utilisé à cause des risques engendrés par l'explosion du projectile pour l'infanterie autour du véhicule. Le véhicule comporte aussi des capteurs pour l'avertir qu'il se fait cibler au laser.
La majorité des victimes canadiennes en Afghanistan a eu lieu lors d'une patrouille à bord d'un VBL III. Ceci peut être expliqué par le fait que le VBL III est le transporteur blindé le plus couramment utilisé au Canada pour le transport de personnel sur le théâtre des opérations, et représente simplement une corrélation normale entre l'utilisation et la probabilité de rencontrer un engin explosif de circonstance (EEC). Le VBL III offre une meilleure protection que la plupart des autres transports d'infanterie utilisés en Afghanistan. La résistance contre les mines et les EEC a été augmentée. De plus, la dotation de sièges Armatec empêche les fantassins de recevoir l'onde de choc transmise par le véhicule. Il est doté d'une protection Spall liner qui bloque et diminue les shrapnels causés par des impacts. Le véhicule est équipé d'extincteurs qui étouffent tout feu immédiatement à l'intérieur du véhicule ce qui empêche de le faire devenir un crématorium, un des gros problèmes du M2 Bradley. L'équipement est dorénavant stocké à l'extérieur du véhicule ce qui empêche d'avoir l'explosion de munitions ou de carburant supplémentaire à l'intérieur.

### Armement
Le VBL III est équipé d'une tourelle pour deux hommes, armée d'un canon M242 Bushmaster de calibre de 25 mm, et d'une mitrailleuse coaxiale de 7,62 mm. Une mitrailleuse de calibre 5,56 mm ou 7,62 mm est positionnée sur le dessus de la tourelle. Le VBL-III est également équipé de huit lance-grenades de 76 mm en deux groupes de quatre lanceurs placés de chaque côté de la tourelle, destinés au lancement de grenades fumigènes.
En 2009, un certain nombre de VBL III ont été modifiés avec un tourelleau Nanuk du système d'armes télécommandé (RCWS) pour assurer une meilleure protection et augmenter les chances de survie de l'équipage contre les engins explosifs improvisés et les menaces de mines antichars sur le champ de bataille. Ces modèles modifiés sont équipés d'un laser.

### Viseurs
Le VBL III est équipé d'un viseur optique de jour, d'un viseur thermique (IT) et d'un intensificateur d'image (II) de troisième génération. Le VBL III est équipé d'un système de navigation tactique (TacNav) pour aider les membres d'équipage à la navigation et la désignation géographique des cibles. Le VBL III est équipé d'un écran à cristaux liquides connecté directement sur les caméras du véhicule, pour fournir une imagerie en temps réel du champ de bataille aux passagers.

## Historique d'utilisation
Les VBL III ont été utilisés durant ces opérations :
- Mission des Nations unies en Éthiopie et en Érythrée (MINUEE) ;
- Mission d'administration intérimaire des Nations unies au Kosovo (MINUK) ;
- Mission des Nations unies en Bosnie-Herzégovine (MINUBH) ;
- Mission des Nations unies pour la stabilisation en Haïti (MINUSTAH) ;
- Guerre d'Afghanistan (ISAF) ;
- Fusillade de Napier en 2009 ;
- Opération Lotus.

### Nouvelle-Zélande
La Force de Défense de Nouvelle-Zélande a acheté 105 LAV pour 653 millions de dollars américains en 2003. Ces véhicules reçoivent comme nom NZLAV. Cent-deux sont des modèles standards, tandis que trois LAV ont été redessinés pour le remorquage et sont réceptionnés par la New Zealand Army entre 2006 et 2008. Deux NZLAV ont été déployés pour appuyer la police pendant un siège contre un criminel du 7 au 9 mai 2009 à Napier. Ils défendaient la police et ont notamment récupéré le corps d'un officier tombé à terre.
En novembre 2009, on a annoncé que trois NZLAV seraient déployés pour participer aux opérations du Special Air Service of New Zealand en Afghanistan, et ceux-ci étaient blindés. En 2011, ces trois VBL ont été déplacés à Bamyan pour soutenir l'équipe de reconstruction provinciale  comme ils n'étaient plus nécessaires à Kaboul en raison du nombre réduit de SAS. Cinq VBL supplémentaires ont également été transportés à Bamyan. Un de ceux-ci a depuis été endommagé par une bombe artisanale. En mai 2012, le gouvernement néo-zélandais a annoncé qu'il pourrait laisser tous ces VBL en Afghanistan pour une utilisation par les forces locales lorsque les forces néo-zélandaises partiront en 2013.
20 véhicules sont stockés pour une éventuelle vente en 2012, chiffre porté à 30 en 2019. Le 20 avril 2022, le Chili achète pour son corps de fusiliers marins 22 NZLAV pour 19,8 millions de dollars.

## Variantes

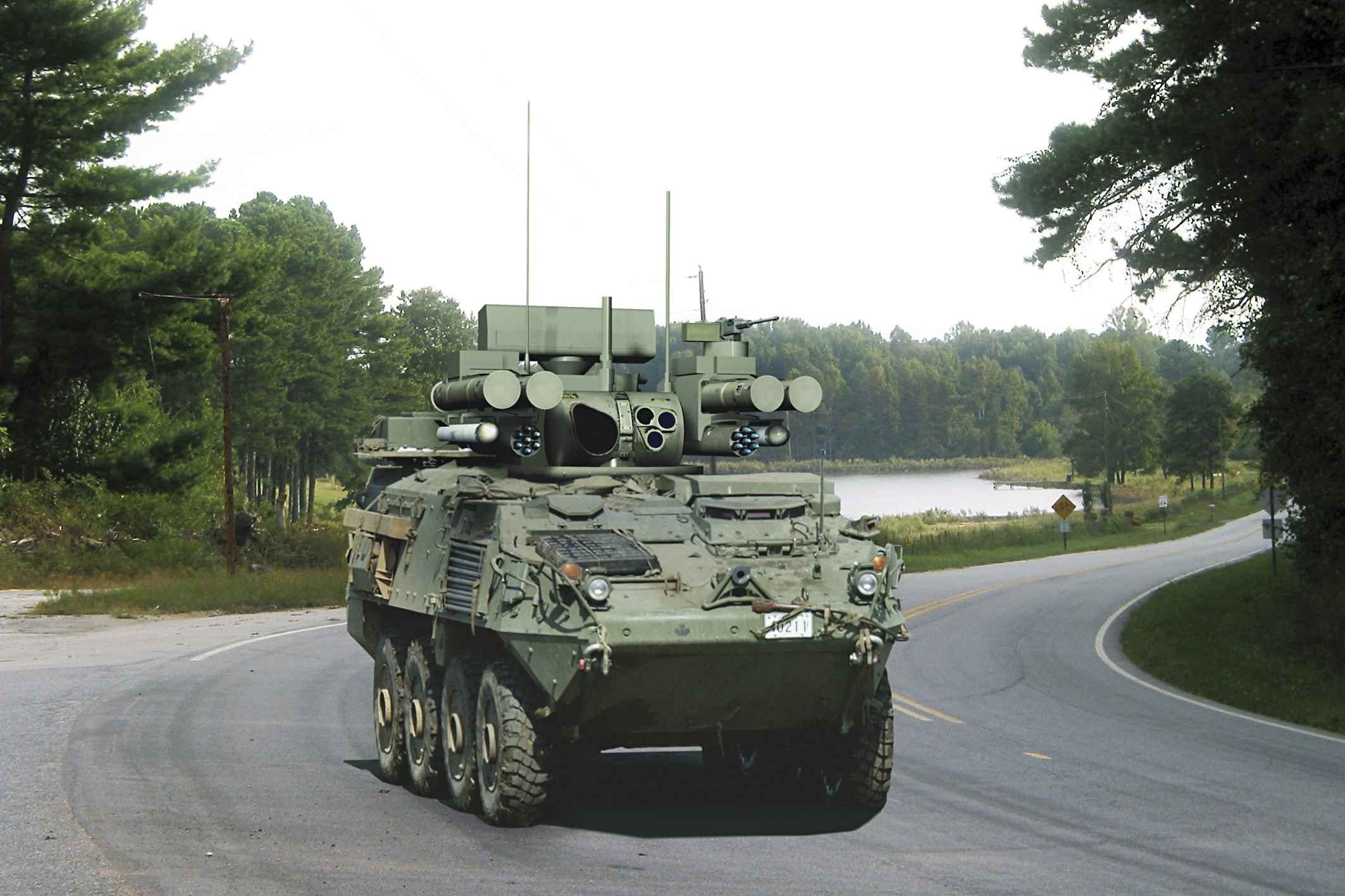
Un Multi-Mission Effects Vehicle en 2006.

- Missile TOW sous blindage (TUA) - LAV III tourelle remplacée par TOW Véhicule blindé à des fins anti-chars
- Infanterie mécanisée  (IM) - 33 coques de surplus ont été converties en Transport de section d'infanterie armées d'un système de tir télécommandé.
- Véhicule d'officier d'observation avancée  (OOA) - LAV III équipé pour une utilisation par un officier d'observation avancée
- Véhicule de commandement (CPV) - LAV III équipé pour les tâches du poste de commandement
- LAV Ingénieur (ELAV) - VBL III équipé d'une lame de remblayage et d'autres équipements d'ingénierie
- Véhicule d'infanterie mobile (IMV) - Véhicule NZLAV standard utilisé dans la cavalerie, de reconnaissance de l'avant et rôles d'observateurs
- Lame mince pour obstacles (LOB) - Un NZLAV IMV équipé d'une petite lame pour les travaux de terrassement mineurs et la compensation des obstacles
- Remorquages (LAV-R) - Véhicule NZLAV équipé d'un treuil TR200 et ancre terre pour les opérations de récupération
- Multi-Mission Effects Vehicle (en) ADATS - Multirôle, utilisée pour détruire des cibles aériennes ou des cibles terrestres comme des blindés lourds (proposée en 2005, abandonnée début 2007)

## Opérateurs
- Canada

Armée canadienne : 651
- Chili

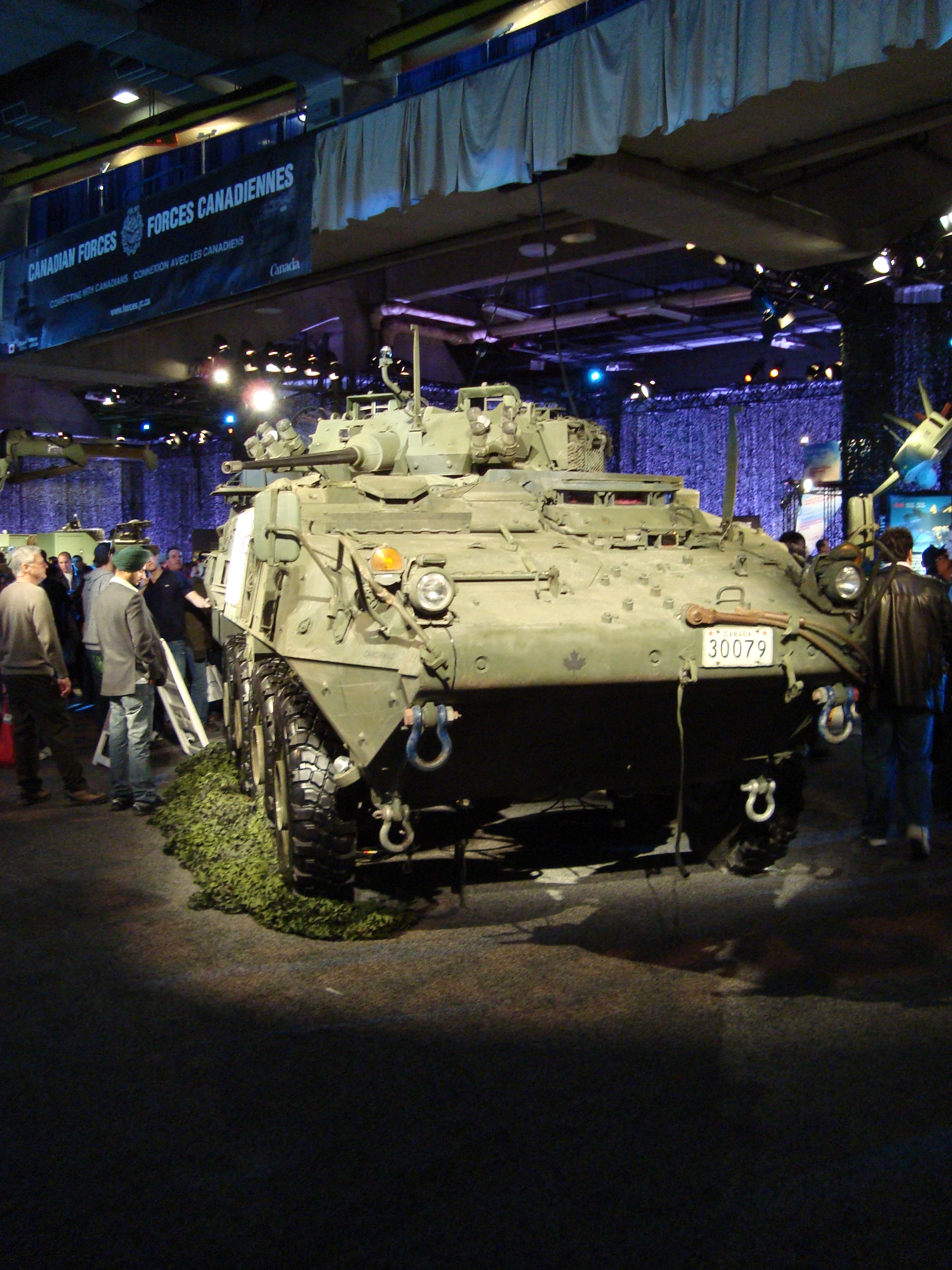
VBL III canadien exposé en 2009

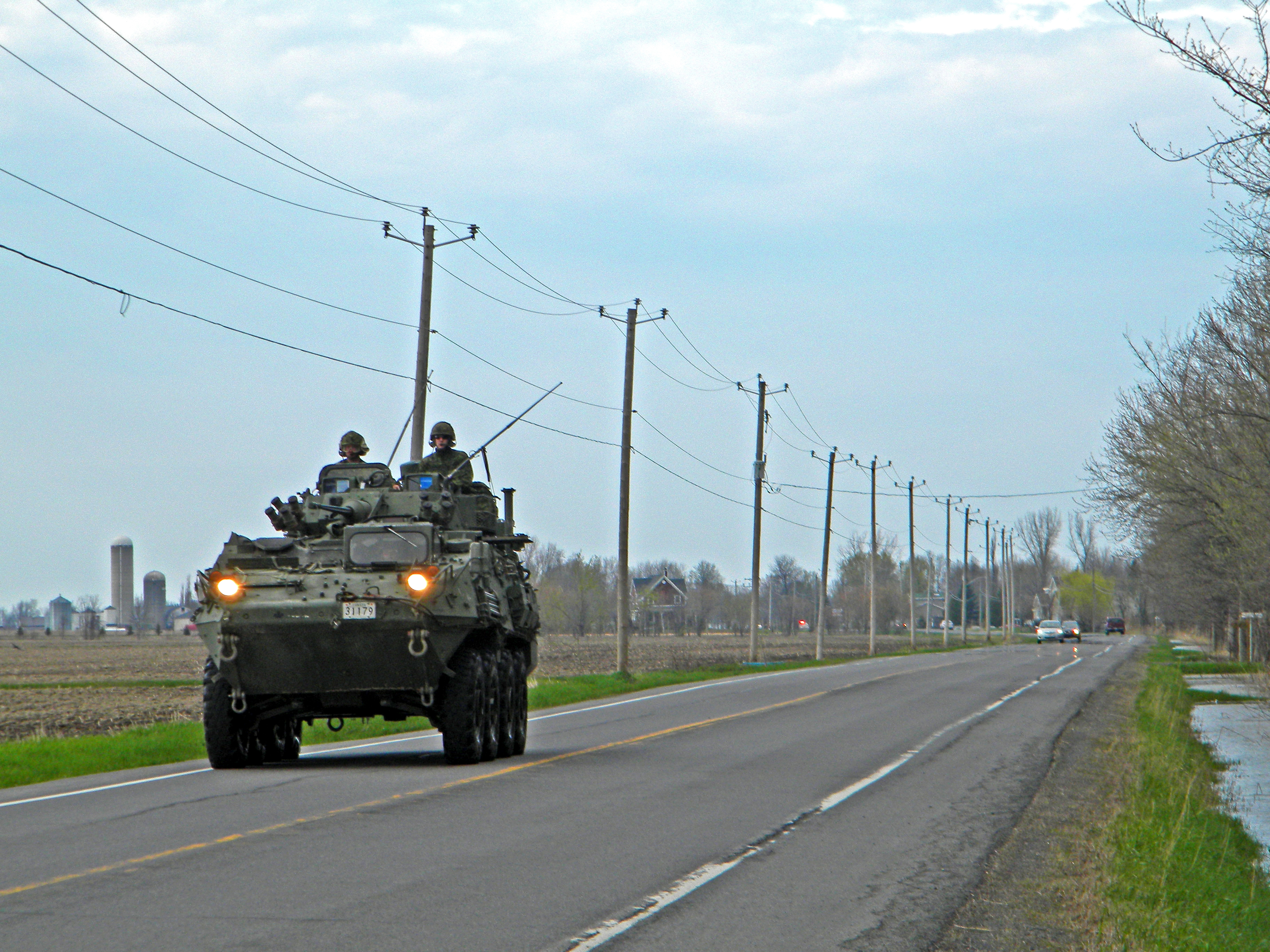
Un VBL III durant une Opération Lentus en 2011.

Cuerpo de Infantería de Marina : 22 achetés à la Nouvelle-Zélande le 22 avril 2022. Livraison à partir de septembre 2022.
- Colombie

Armée colombienne : 24
Le 27 décembre 2012, l'armée colombienne a choisi le VBL III pour équiper ses unités d'infanterie mécanisée. Les véhicules sont en commande à General Dynamics Land Systems pour remplacer partiellement les M113 et remplacer progressivement l'EE-11 Urutu. Ils sont armés de la RWS Samson avec des mitrailleuses M2 Browning ainsi qu'un canon de 25 ou 30 mm. Le contrat a été officiellement signé le 10 janvier 2013 pour la commande de 24 véhicules. La valeur du contrat est de 65,3 millions de dollars. La conception à double coque en V et le blindage additionnel fournissent une protection contre les explosions de mines, engins explosifs improvisés (EEI) et d'autres menaces. Les livraisons sont achevées en mai 2014. La Colombie envisage de commander 9 à 12 véhicules de plus[Quand ?].
- Nouvelle-Zélande

Armée de la Nouvelle-Zélande : 105 NZLAV
- Arabie saoudite

Forces armées saoudiennes : 19

### Véhicules similaires
- Stryker
- Mowag Piranha
- LAV-25
- Stryker Mobile Gun System